# Johannes Fibiger

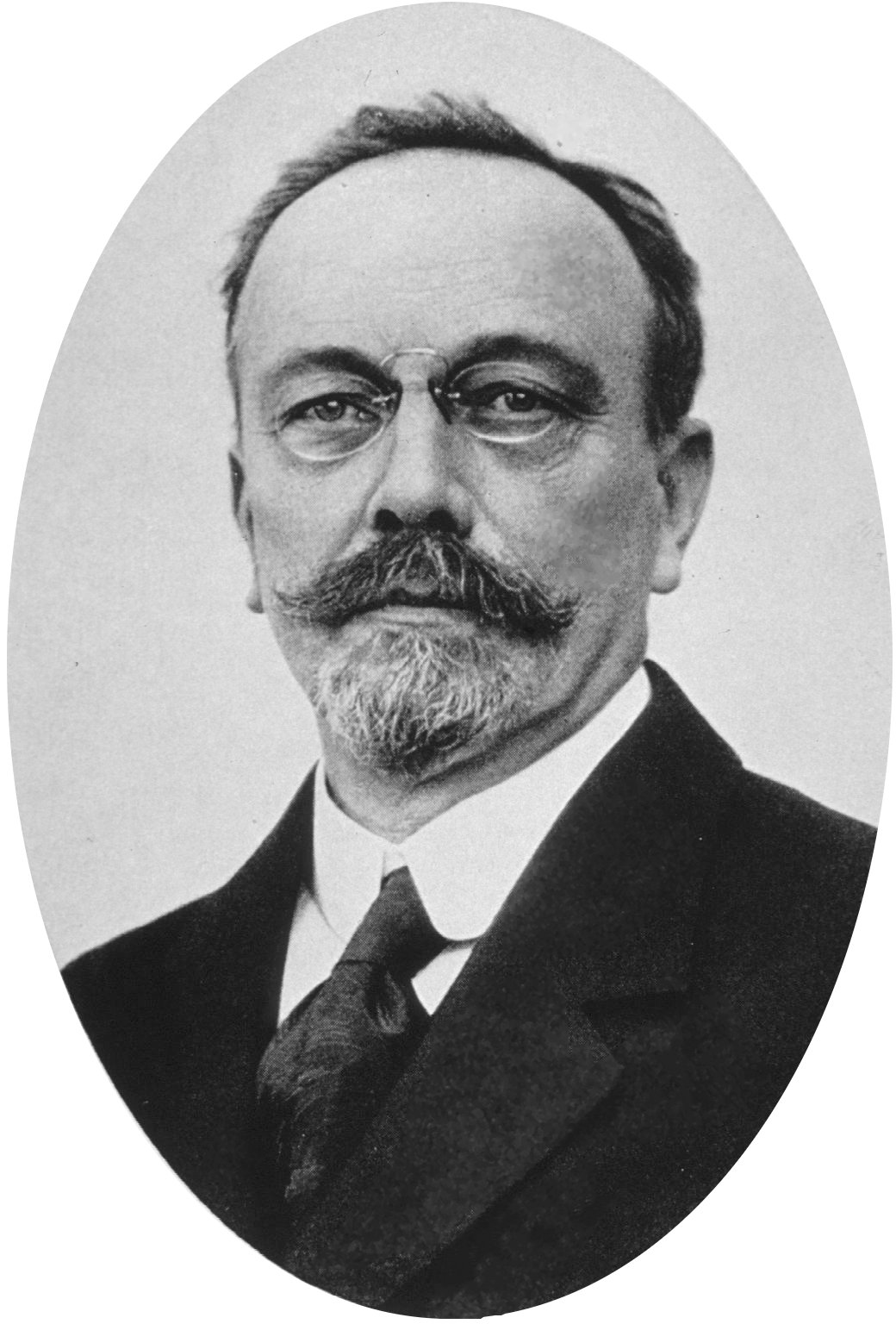
Johannes Fibiger, 1928

Johannes Andreas Grib Fibiger (* 23. April 1867 in Silkeborg in Jütland, Dänemark; † 30. Januar 1928 in Kopenhagen) war ein dänischer Pathologe, Parasitologe und Bakteriologe. Fibiger lieferte wesentliche Arbeiten über Infektionskrankheiten. Für seine Entdeckung des Spiropterakarzinoms erhielt er den Nobelpreis für Medizin für das Jahr 1926, der 1927 verliehen wurde.

## Leben
Johannes Fibigers Vater, C. E. A. Fibiger, war Hausarzt und seine Mutter, Elfride Muller, Schriftstellerin.
Er studierte von 1883 bis 1890 Medizin in Kopenhagen. Danach war er Assistenzarzt an verschiedenen Krankenhäusern. Von 1891 bis 1893 war er Militärarzt. Fibiger arbeitete von 1894 bis 1897 als Reservearzt der Armee am Krankenhaus für Infektionskrankheiten (Blegdam Hospital) in Kopenhagen. Nach seiner Promotion bei C. J. Solomonssen über die Bakteriologie der Diphtherie an der Universität Kopenhagen im Jahr 1895, leitete er ein Militärlabor für klinische Bakteriologie. Später wandte er sich der Erforschung der Tuberkulose zu. Er wurde 1900 Professor an der Universität Kopenhagen, wo er im akademischen Jahr 1925/26 als Rektor amtierte.
1948 wurde in Hamburg-Langenhorn die Fibigerstraße nach ihm benannt, 2009 der Mondkrater Fibiger.

## Forschung
Im Jahr 1913 erzeugte Fibiger im Magen von Ratten Spiropterenkarzinome (bestimmte Krebstumoren), indem er Schaben an die Versuchstiere verfütterte. Die Annahme Fibigers, mit seinen Untersuchungen zum Spiropterakarzinom den Krebs allgemein als Infektionskrankheit identifiziert zu haben, stellte sich später als Irrtum heraus.

## Schriften (Auswahl)
- Untersuchungen über eine Nematode (Spiroptera sp. n.) und deren Fähigkeit, papillomatöse und carcinomatöse Geschwulstbildungen im Magen der Ratte hervorzurufen. In: Zeitschrift für Krebsforschung. Band 13 (1913), S. 217–280, und Band 14 (1914), S. 295–326.
- Investigations on Spiroptera carcinoma and the experimental induction of cancer. In: Nobel Lectures, Physiology or Medicine 1922–1941. Elsevier, Amsterdam 1965, S. 122–150 (online – Nobelpreisvorlesung).